# Wasserstraße 37 (Stralsund)

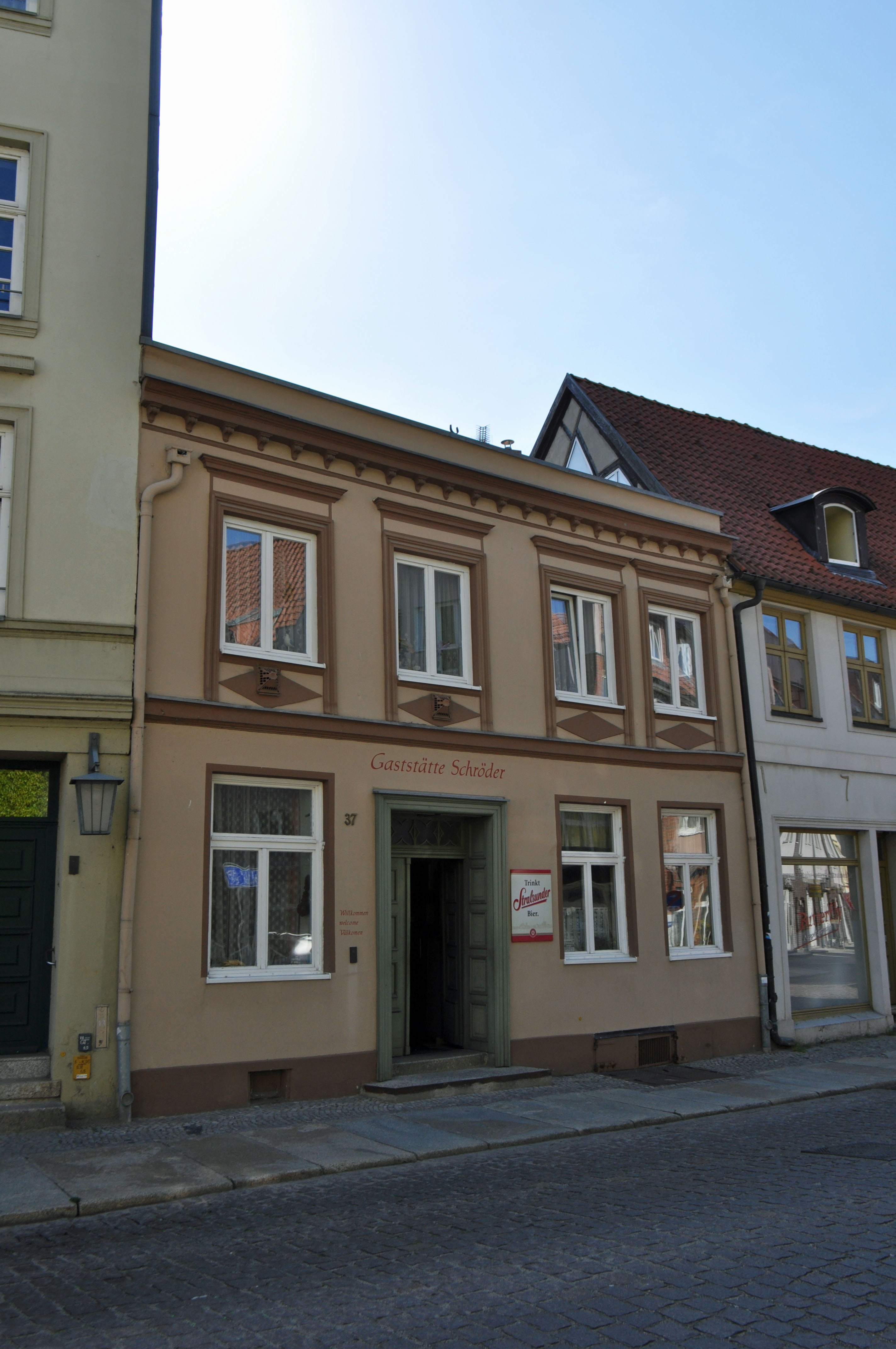
Das Haus Wasserstraße 37 in Stralsund (2013)

Das Gebäude mit der postalischen Adresse Wasserstraße 37 ist ein denkmalgeschütztes Bauwerk in der Wasserstraße in Stralsund.
Der zweigeschossige und vierachsige Putzbau wurde in der zweiten Hälfte des 18. Jahrhunderts errichtet. Seine heutige Fassadengliederung erhielt das Gebäude im letzten Drittel des 19. Jahrhunderts.
Ein Gesims trennt die Geschosse optosch. Zwischen den Fenstern des Obergeschosses sind Rautenfelder eingefügt.
Das Haus liegt im Kerngebiet des von der UNESCO als Weltkulturerbe anerkannten Stadtgebietes des Kulturgutes „Historische Altstädte Stralsund und Wismar“. In die Liste der Baudenkmale in Stralsund ist es mit der Nummer 779 eingetragen.